# Dasylirion lucidum
Dasylirion lucidum ist eine Pflanzenart der Gattung Dasylirion in der Familie der Spargelgewächse (Asparagaceae). Das Artepitheton lucidum bedeutet ‚(lat. lucidus) stark glänzend, hell‘. Ein englischer Trivialname ist „Sotol di Rose“.

## Beschreibung
Dasylirion lucidum bildet einen Stamm von 150 cm Höhe. Es bildet manchmal an der Spitze Rosetten. Die variablen, glatten, grünen bis gelben, dichten Laubblätter sind 40 bis 80 cm lang und 10 bis 15 mm breit. Die unregelmäßig angeordneten Randdornen sind nach oben gerichtet. Die Spitzen sind buschig/faserig 5 bis 6 cm lang und unregelmäßig ausgebreitet.
Der rispige, holzige, schmale Blütenstand wird 2 bis 3 m hoch. Die zahlreichen Blüten sind weiß. Die Blühperiode reicht von Mai bis Juni.
Die eiförmigen Kapselfrüchte enthalten einen Samen und sind 7 mm lang und 5 mm breit. Die dreikantigen Samen sind 3 mm lang und 2,2 mm breit.

## Verbreitung und Systematik
Dasylirion lucidum ist im Südosten von Mexiko in den Bundesstaaten Puebla und im nördlichen Oaxaca in Höhen von 1600 bis 2300 m verbreitet. Es wächst in ariden Regionen an steinigen Hängen und in buschigem Waldland, vergesellschaftet mit Yucca mixtecana, Nolina longifolia, Agave salmiana, Beaucarnea purpusii, Beaucarnea gracilis und verschiedenen Opuntia-Arten.
Die Erstbeschreibung erfolgte 1906 durch Joseph Nelson Rose.
Das seltene Dasylirion lucidum ist ein Mitglied der Sektion Dasylirion. Charakteristisch sind die robusten, kurzen, kräftigen Stämme. Typisch sind die glatten, grünen bis gelben Blätter. Es ähnelt dem in der Nähe vorkommenden Dasylirion acrotrichum, das jedoch insgesamt in etwas niedrigen Regionen angesiedelt ist. Zwischenformen mit dem im nördlichen Puebla wachsenden Dasylirion acrotrichum sind bekannt, gleichwohl sind Unterschiede in der Blüten- und Blattstruktur erkennbar.

## Nachweise